# Auchy-la-Montagne
Auchy-la-Montagne ist eine französische Gemeinde mit 561 Einwohnern (Stand 1. Januar 2022) im Département Oise in der Region Hauts-de-France. Die Gemeinde liegt im Arrondissement Beauvais und ist Teil der Communauté d’agglomération du Beauvaisis und des Kantons Saint-Just-en-Chaussée.

## Geographie
Die Gemeinde liegt auf der Hochfläche des Plateau Picard rund fünf Kilometer südöstlich von Crèvecœur-le-Grand.

## Geschichte
Im Jahr 1077 fand in Auchy ein Gefecht zwischen Robert Kurzhose und seinem Vater Wilhelm dem Eroberer statt.

## Einwohner
| 1962 | 1968 | 1975 | 1982 | 1990 | 1999 | 2006 | 2011 |
| ---- | ---- | ---- | ---- | ---- | ---- | ---- | ---- |
| 245  | 256  | 263  | 280  | 385  | 439  | 469  | 515  |

## Verwaltung
Bürgermeister (maire) ist seit 2001 Alain Rousselle.

## Sehenswürdigkeiten

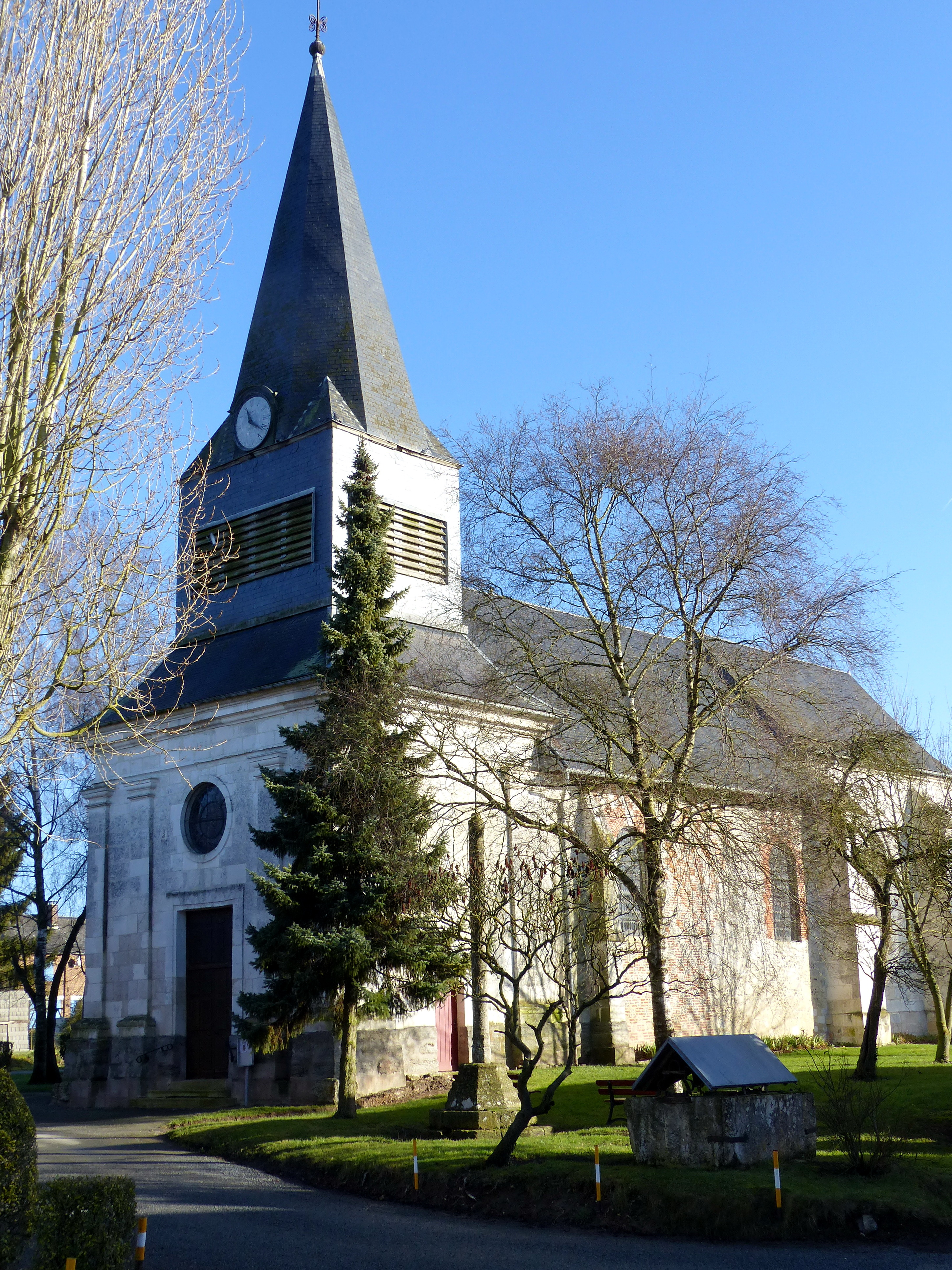
Kirche Saint-Éloi

- Kirche Saint-Éloi mit klassizistischer Fassade[1]
- Schmiede aus dem Jahr 1796 (Inschriften), 1986 als Monument historique eingetragen[2]

## Persönlichkeiten
- Désiré Bouteille (1880–1940), nationalistischer Politiker, ist hier geboren.